# Офек Бітон
Офек Бітон (івр. אופק ביטון; нар. 27 вересня 1999, Лод, Ізраїль) — ізраїльський футболіст, атакувальний півзахисник житомирського «Полісся».

## Клубна кар'єра
У дитячі роки почав займатися футболом в академії «Маккабі» (Тель-Авів), а в 12 років потрапив у дитячу команду «Секції Нес-Ціона». Рік по тому приєднався до «Бней-Єгуда», а через два роки повернувся до «Секції Нес-Ціона». Дебютував за головну команду 16 серпня 2018 року в програному (3:4) Кубку Тото проти «Хапоеля» (Кфар-Саба). 30 листопада 2019 року дебютував у Прем'єр-лізі в програному (0:1) поєдинку проти «Хапоеля Іроні» (Кір'ят-Шмона). 1 грудня 2020 року відзначився своїи першим голом у кар'єрі, в матчі проти «Хапоеля» (Афули) (0:1).
6 січня 2021 року підписав контракт на півтора сезону із «Хапоелем» (Тель-Авів). 31 січня відзначився своїм дебютним голом за команду в матчі проти «Хапоеля Іроні» (Кір'ят-Шмона) (1:1). Наприкінці вище вказаного сезону вийшов з командою до фіналу Кубку країни, але не брав участі в програному (1:2) в овертаймі поєдинку проти «Маккабі» (Тель-Авів).
У лютому 2022 року відданий в оренду до кінця сезону єрусалимському «Хапоелю». У червні 2022 року орендований єрусалимському «Хапоелем» ще на один сезон. 18 вересня оформив дубль і віддав результативну передачу під час третього голу в переможному (3:0) поєдинку проти «Маккабі» (Хайфа). 7 січня того ж сезону зрівняв рахунок, ударом у додатковий час в Єрусалимському дербі. 6 березня продовжив контракт з командою на 3 роки.
У середині грудня 2024 року зацікавив «Полісся» 19 грудня 2024 року підписав 3-річний контракт з житомирським клубом.